# Kambodjas historia
Den här artikeln behandlar Kambodjas historia.

## Tidig historia
Under det första årtusendet e.Kr. uppstod många småstater i dagens Kambodja. Den mäktigaste av dessa var Funan som existerade från 100-talet till 600-talet under indisk kulturell influens. Ett annat rike som existerade i runt tvåhundra år från 600-talet var Chenla och som hade kontroll över stora delar av Kambodja, Vietnam, Laos och Thailand.

## Khmerriket
Huvudartikel: Khmerriket
Under 800-talet utvecklade khmererna en civilisation med staden Angkor i norra Kambodja som centrum. Angkorriket var mycket mäktigt och lämnade efter sig många märkvärdiga byggnadsverk i dess huvudstad. Guldåldern bestod till 1200-talet då riket började förfalla. Efter en invasion från Siam (Thailand) år 1431 flyttades huvudstaden till Phnom Penh som låg längre från Thailand. Detta kunde dock inte rädda riket och efter flera århundraden av förfall blev Kambodja år 1863 ett franskt protektorat som en del av det Franska Indokina. Japanerna ockuperade landet under andra världskriget, men 1953 förklarades Kambodja självständigt.

## Vietnamkriget i Kambodja
Under Vietnamkriget bombade amerikanerna Kambodja i ett försök att hindra den nordvietnamesiska arméns och FNL-gerillans operationer i landet. Vietnameserna hade gjort en kringgående rörelse (Ho Chi Minhleden) förbi amerikanerna vid den demilitariserade zonen (DMZ). 1970 tog Lon Nol makten i Kambodja, genom att i en kupp störta kungen Norodom Sihanouk, och utropade Khmerrepubliken. 

## Röda khmererna
Regeringens motståndare, de kommunistiska Röda khmererna, intog huvudstaden Phnom Penh 1975 och började sitt blodiga styre av landet. Landet hette nu Demokratiska Kampuchea. Under ledaren Pol Pot dödades 1,7 miljoner människor.

## Folkrepubliken Kampuchea
1978 invaderade det kommunistiska Vietnam landet och drev Röda khmererna ut på landsbygden där de fortsatte ett gerillakrig mot den tillsatta regeringen, se Kambodjansk-vietnamesiska kriget. Landet bytte åter namn, till Folkrepubliken Kampuchea. Det FN-stödda valet 1993 hjälpte till att återföra landet till ett något mer normalt tillstånd samtidigt som Röda khmererna nästintill upphörde att existera under 1990-talet. Kambodja är fortfarande ett mycket fattigt land ekonomiskt men oerhört rikt kulturellt och historiskt.

## Modern tid
Befolkningen i Kambodja lider svårt av de gångna krigen även nu då fred råder. Stora delar av Kambodja är nämligen minerat och hundratals människor dödas eller skadas varje år av minorna vilket lett till att Kambodja idag har en mycket stor andel handikappade vilket ytterligare försvårar landets uppbyggnad. Kambodja är även bristande i utbildningsfaktorn då de en hel generation under 1970-talet växte upp utan utbildning vilket lett till att de än idag har en brist på lärare och skolor. Klasskillnaderna i landet har även ökat, större skillnad mellan fattiga och rika, de lider även av en stor korruption och en tredjedel av befolkningen är under fattighetsgränsen.
Kambodjas långsiktiga utvecklingsmål är att uppnå status som högre medelinkomstland 2030 och höginkomstland 2050. Kambodjas nuvarande fattigdomsstrategi, National Strategic Development Plan, fokuserar på ökad ekonomisk tillväxt och sysselsättning, ett stärkt rättsväsende, stärkta demokratiska institutioner och förbättrad social service. Utöver sin egen strategi har Kambodja antagit de Globala målen för hållbar utveckling som gäller från 2016 till 2030. Kambodja har haft en ekonomisk tillväxt på över sju procent per år det senaste decenniet och den öppna arbetslösheten är låg. En stor del av den arbetsföra befolkningen är dock verksam inom den informella ekonomin. Jordbruks-, textil-, turism- och byggnadssektorn är viktiga drivkrafter för den ekonomiska tillväxten. Basen för den kambodjanska ekonomin i sin helhet är samtidigt relativt snäv. Produktiviteten och specialiseringen inom exempelvis textilsektorn måste öka för att Kambodja i framtiden ska kunna hävda sig i internationell konkurrens.
Kambodja antog 1993 en konstitution där det är stadgat att landet ska erkänna och respektera de mänskliga rättigheterna. Alltsedan FN:s administration av Kambodja genom UNTAC i början av 1990-talet finns institutioner och mekanismer och inte minst en stor mängd internationella och lokala civilsamhällesorganisationer inom området mänskliga rättigheter för att både stötta och övervaka situationen för de mänskliga rättigheterna i landet.
Kambodja har ett pluralistiskt och aktivt civilsamhälle som spelar en viktig roll i landet. De arbetar såväl för att förändra samhället på lång sikt som att driva olika former av offentlig och social service. Kränkningar av de mänskliga rättigheterna sker dock fortfarande. Begränsningar finns exempelvis i pressfriheten, demonstrationsfriheten och rättssektorn. Tillgång till och användandet av sociala medier, i synnerhet Facebook, är omfattande och medger omedelbar spridning av information.
Sedan 1993 har regeringsmakten innehafts av Cambodian People’s Party (CPP) som under ledning av premiärminister Hun Sen utvecklat ett alltmer auktoritärt styre. Valet i juli 2013 skakade om politiken i Kambodja. Oppositionen gick starkt fram och ansåg sig ha vunnit valet. Anklagelser om valfusk ledde till omfattande folkliga protester som småningom tvingade fram en kompromiss.
Politiskt fanns fram till sommaren 2017 en positiv rörelse mot ökad öppenhet och förbättrad samhällsstyrning. I samband med att regeringspartiet (CPP) såg sin maktposition hotas av oppositionspartiet Cambodia National Rescue Party (CNRP) inför parlamentsvalet i juli 2018, vidtogs flera åtgärder som inneburit allvarliga bakslag för den demokratiska utvecklingen i landet samtidigt som de auktoritära tendenserna blivit tydligare. Särskilt märkbart har varit Högsta domstolens beslut 2017 att upplösa CNRP och förbjuda ledande företrädare att arbeta politiskt. Andra åtgärder i samma riktning var häktning och åtal av CNRP-ledaren Kem Sokha och ett ökat tryck mot de delar av det civila samhället som arbetar med demokrati och mänskliga rättigheter samt medier. Även om den kambodjanska regeringen fortsatt är villig till samtal och dialog, inte minst vad gäller exempelvis miljö- och klimat, investerings- och arbetsmarknadsfrågor, men också inom området mänskliga rättigheter, där dialogen med OHCHR och den särskilda rapportören för mänskliga rättigheter fortsatt.

## Statsöverhuvuden i Kambodja

### Kungar i Angkor
- 802-850: Jayavarman II (Paramesvara)
- 854-877: Jayavarman III (Vishnuloka)
- 877-889: Indravarman II (Isvaraloka)
- 889-910: Yasovarman I (Paramasivaloka)
- 910-923: Hashavarman I (Rudraloka)
- 923-928: Isanavarman II (Paramarudraloka)
- 928-941: Jayavarman IV (Paramasivapada)
- 941-944: Harshavarman II (Vrahmaloka eller Brahmaloka)
- 944-968: Rajendravarman (Sivaloka)
- 968-1001: Jayavarman V (Paramasivaloka)
- 1001-1002?: Udayadityavarman I
- 1002-1011?: Jayaviravarman
- 1001-1050: Suryavarman I (Narvanapala la)
- 1050-1066: Udayadityavarman II
- 1066-1080?: Harshavarman III (Sadasivapada)
- 1080-1113?: Jayavarman VI (Paramakaivalyapada)
- 1113-1150: Suryavarman I (Paramavishnuloka)
- 1150-1160: Dharanindravarman II (Paramanishkalapada)
- 1160-1165/66: Yasovarman II
- 1181-1220?: Jayavarman VII (Mahaparamasangata?)
- 1220-1243: Indravarman III?
- 1243-1295: Jayavarman VIII (abdikerade) (Paramesvarapada)
- 1295-1308: Indravarman III?
- 1300-1307?: Srindravarman (abdikerade)
- 1308-1327: Indrajayavarman
- 1330-1353: Paramathakemaraja
- 1371-?: Hou-eul-na
- 1404: Samtac Pra Phaya
- 1405: Samtac Chao Phaya Phing-ya
- 1405-1409: Nippean-bat
- 1409-1416: Lampong eller Lampang Paramaja
- 1416-1425: Sorijovong, Sorijong eller Lambang
- 1425-1429: Barom Racha eller Gamkhat Ramadhapati
- 1429-1431: Thommo-Soccorach eller Dharmasoka
- 1432-1462: Ponhea Yat eller Gam Yat

### Kungar av Kambodja
- 1794-1797: Ang Eng
- 1797-1835: Ang Chan
- 1835-1847: Ang Mei
- 1848-1860: Ang Duong
- 1860-1904: Norodom
- 1904-1927: Sisowath
- 1927-1941: Sisowath Monivong
- 1941-1955: Norodom Sihanouk
- 1955-1960: Norodom Suramarit

### Presidenter
- 1960-1970: Norodom Sihanouk
- 1970-1975: Lon Nol (Khmerrepubliken)

### Premiärminister (Demokratiska Kampuchea)
- 1976-1979: Pol Pot

### President (Folkrepubliken Kampucheat o m1989)
- 1979-1992: Heng Samrin

### Kungar av Kambodja
- 1993-2004: Norodom Sihanouk
- 2004–: Norodom Sihamoni